# ديلو شمعون (نيروي)
ديلو شمعون خنانيشو (اللغة الآشورية:ܕܝܠܘ ܫܡܥܘܢ ܚܢܢܝܫܘܥ) كان أحد المقاتلين الآشوريين الذين ينحدر اصلهم من منطقة العمادية وتحديداً منطقة نيروا من قرية باش.

## السيرة
ولد ديلو في قرية باش الواقعة في منطقة جغرافية ذو تضاريس جبلية وعرة وتحديداً في منطقة نيروا، وينحدر ديلو من عائلة بيث حسدو الآشورية ولبث والداه ستو وشمعون لايجاد لقمة عيشهم تحت ظروف معيشية صعبة التي اتكلوا بدرجة الأولى على زراعة ورعي الاغنام.
انضم ديلو إلى قوات الليفي الآشورية وهو في ريعان شبابه، بعد ذلك تزوج من فتاة آشورية من اتباع الكنيسة السريانية الأرثوذكسية بعد انقاذها من مذبحة حصلت في منطقة جزيرة حيث فقدت عائلتها في المذبحة وسماها شموني، ورزق ديلو بثلاث اولاد وهم (عوديشو، خوشابا، برجم)، وبنتان (نسيمو ومريم).
بعد ثورة الكردية انضم ديلو إلى قوات هرمز ملك جكو وقد اشتهر ببسالته وشجاعته، وبات مصدر قلق للنظام البعثي بسبب سمعته بانه آكل لحوم البشر في المنطقة جراء تخويفه القوات البعثية بربط يديه بسلاسل حديدية من قبل رفاقه ما بدو لهم بانه اكل لحوم البشر وقد ادت هذه الاسطورة عن ديلو بنشر لافتات في عاصمة عراقية بغداد بمكافئة مالية لكل من يعطي مصدر معلومات عنه.

## أنقاذ أهالي قرية زيوه
كان ديلو أحد جنود في قوات الليفي، عند عودته من أيجازة العسكرية قادماً من مدينة الموصل قاصداً قريته باش وصل لقرية زيوه الواقعة على الزاب الكبير في طريقه إلى قريته صادف رجال قرية زيوه مربوطين بأشجار في جهة المقابلة من نهر الزاب المحاذي للقرية من قبل رجال من عشيرة اورمار الكردية، فحذرهم ديلو بأخلاء سبيلهم وهو في ضفة الأخرى للنهر فرد رجال الاورمارين بلقذف والسب والأستهزاء. وكان يحمل ديلو بندقية إنكليزية وصوبه نحو أحد رجال الاورمارين وأصاب رجله كتحذير منه لهم وما ان أطلق الرصاص واصاب الهدف حتى هرب رجال الباقيين تاركين رجل المصاب لوحده وهربوا عبر وادي بربانا وصاتورا لحينما عبر ديلو النهر وأنقذ اهالي قرية زيوه.

### استشهاد عام
- كتاب شهيد كوردستان هرمز ملك جكو